# Pedralba de la Pradería
Pedralba de la Pradería est une municipalité espagnole de la communauté autonome de Castille-et-León et de la province de Zamora. En 2015, elle compte 306 habitants.

## Source
- (es) Cet article est partiellement ou en totalité issu de l’article de Wikipédia en espagnol intitulé « Pedralba de la Pradería » (voir la liste des auteurs).